# Liste von Persönlichkeiten der Stadt Suhl
Diese Liste enthält in Suhl geborene Persönlichkeiten sowie solche, die dort ihren Wirkungskreis haben oder hatten, ohne dort geboren zu sein. Die Liste erhebt keinen Anspruch auf Vollständigkeit.

## Ehrenbürger
- Paul von Hindenburg (1847–1934), Generalfeldmarschall[1]

## Söhne und Töchter der Stadt
- Friedrich Wilhelm Adami (1816–1893), Schriftsteller
- Jenny Adler (* 1983), Biathletin
- Fredi Albrecht (* 1947), Ringer und Kampfrichter
- Ronny Amm (* 1977), Rennfahrer
- Ernst Anschütz (1780–1861), Lehrer und Komponist (O Tannenbaum, Es klappert die Mühle am rauschenden Bach, Fuchs du hast die Gans gestohlen, Alle Jahre wieder)
- Werner Barth (1912–2010), Lyriker
- Hugo Bästlein (1868–1945), Konsumgenossenschafter
- Christian Baude (* 1982), Rennrodler
- Romy Beer (* 1981), Biathletin
- Christian Beetz (* 1984), Nordischer Kombinierer
- Tom Beetz (* 1986), Nordischer Kombinierer
- Susanne Beyer (* 1961), Leichtathletin
- Thomas Bieberbach (* 1966), Motorradsportler und Enduroweltmeister
- Paul Blau (1861–1944), evangelischer Theologe und Autor
- Constanze Blum (* 1972), Skilangläuferin
- Sabrina Buchholz (* 1980), Biathletin
- Marc de Clarq (* 1967), Musiker und Produzent
- Wilhelm Cuno (1876–1933), Reichskanzler
- Sebastian Döhrer (* 1985), Radsportler
- Johann Veit Döll (1750–1835), Künstler, Steinschneider und Graveur
- Ulrike Drasdo (1951–2017), Textilkünstlerin, Kunsthandwerkerin und Philanthropin
- Toni Eggert (* 1988), Rennrodler
- Wilhelm Endemann (1902–?), Tabakzüchter
- Bernd Estel (* 1942), Soziologe
- Jens Filbrich (* 1979), Skilangläufer
- Ernst Fischer (Erfinder) (1910–2006), Ingenieur, Erfinder und Heimatforscher
- Michael Fleischmann (* 1986), Basketballspieler
- Johann Flittner (1618–1678), lutherischer Geistlicher, Kirchenlieddichter und Komponist
- Lucas Fratzscher (* 1994), Biathlet
- Jörg Frieß (* 1968), Leichtathlet
- Alexander Gerbig (1878–1948), Maler, zählte als Freund von Max Pechstein zum Umfeld der expressionistischen Künstlergruppe KG Brücke
- Harry Gerlach (1927–1995), Schriftsteller und Heimatforscher
- Alfred Gerngroß (1896–1944), Widerstandskämpfer gegen das Naziregime
- Rudolf Gerngroß (1898–1945), sozialdemokratischer Widerstandskämpfer gegen das Naziregime
- Steffen Geyer (* 1979), Aktivist, Blogger und Autor
- Bernhard Gleichmann (1869–1938), Elektroingenieur und Ministerialbeamter
- Ze'ev Fritz Goldmann (1905–2010), Archäologe, Ausgräber der Johanniterkommende Akko, Museumsdirektor
- Franz Göring (* 1984), Skilangläufer
- Paul Greifzu (1902–1952), Rennfahrer
- Loni Günther (* 1928), Politikerin (SED)
- Corinna Harfouch (* 1954), Schauspielerin
- Sebastian Haseney (* 1978), Nordischer Kombinierer
- Christoph Heyder (* 1974), Bobfahrer
- Guido Heym (1882–1945), sozialistischer Politiker
- Karl Heym (1902–1981), Parteifunktionär (SPD/SED), Verfolgter des Naziregimes und Kommunalpolitiker
- Stephan Hocke (* 1983), Skispringer, Goldmedaillengewinner bei den Olympischen Spielen 2002 in Salt Lake City
- Johannes Christoph Hoffmann sen., Stadtmusikus, Lehrer von Johann Bach (1604–1673) und Heinrich Bach (1615–1692), die sich mit Töchtern Hoffmanns verheirateten, und Christoph Bach (1613–1661), dem Großvater von Johann Sebastian Bach
- Sandra Hüller (* 1978), Schauspielerin
- Christiane Huth (* 1980), Skull-Ruderin, Silbermedaillengewinnerin bei den Olympischen Spielen 2008
- André Kaczmarczyk (* 1986), Schauspieler und Regisseur
- Horst Kessler (* 1940), Chemiker und Hochschullehrer
- Johann Daniel Klette (1632–1700), Kaufmann und Ratsherr der Hansestadt Lübeck
- Julius Kober (1894–1970), Heimatforscher, Schriftsteller, Vorsteher des Rennsteigvereins
- Thomas Koch (* 1984), Schauspieler
- Fritz Köhler (1895–1944), kommunistischer Widerstandskämpfer gegen das Naziregime
- Phillip König (* 2000), Fußballspieler
- Andreas Koziol (1957–2023), Schriftsteller
- Günther Kraft (1907–1977), Musikwissenschaftler und Hochschullehrer
- Rüdiger Krause (* 1970), Jazzmusiker, Gitarrist und Komponist
- Uwe Krell (* 1964), Politiker (AfD)
- Erich Krempel (1913–1992), Sportschütze, Olympia-Silbermedaille 1936, Weltmeisterschafts-Goldmedaille 1939
- Alexander Kröckel (* 1990), Skeletonpilot
- Mario Kummer (* 1962), Radsportler
- Martin Kürsten (1931–2019), Professor der Geologie, Präsident der Bundesanstalt für Geowissenschaften und Rohstoffe und des Niedersächsischen Landesamtes für Bodenforschung
- Andi Langenhan (* 1984), Rennrodler
- Caspar Lehmann (auch Kaspar Lochmann), Mitte des 17. Jahrhunderts Orgelbauer in Suhl
- Erik Lesser (* 1988), Biathlet
- Max Levy-Suhl (1876–1947), Nervenarzt und Psychoanalytiker
- Heinrich Philipp List (1906–1942), Widerstandskämpfer gegen das Naziregime
- Norman Loose (* 1980), Fußballspieler
- Karl-Heinz Lotze (* 1951), Physiker, Physikdidaktiker sowie Schul- und Hochschullehrer
- Wolfgang Löwe (* 1953), Volleyballspieler, Silbermedaillengewinner bei Olympia
- Jörg Lützelberger (* 1985), Handballspieler
- Johannes Ludwig (* 1986), Rodler
- Thomas Luhn (* 1967), Politiker (AfD)
- Matthias Menz (* 1981), Nordischer Kombinierer
- Rudolf Meyer (1901–1969), Filmkaufmann und Filmproduzent
- Tino Mohaupt (* 1983), Sportschütze
- Hans-Georg Müller (* 1937), Sprachwissenschaftler
- Karl Kaschi Müller (1925–2011), Lehrer, Autor und Textdichter des Rennsteiglieds
- Robert Müller-Warnke (1915–1990), Bildhauer
- Julian Musiol (* 1986), Skispringer
- Dagmar Neubauer (* 1962), Leichtathletin, Doppelweltmeisterin 4 × 400-m-Staffel 1983 und 1987
- Marcel Oster (* 1989), Rennrodler
- Johann Stephan Reck (1779–1854), Historiker, Pädagoge und evangelischer Theologe
- Emil Recknagel (1880–1945), sozialistischer Widerstandskämpfer gegen das Naziregime
- Minna Recknagel (1882–1945), kommunistische Widerstandskämpferin gegen das Naziregime
- Johann Ernst Rembt (1749–1810), Komponist, Organist und Musikhistoriker (u. a. Chronist des Bachschen Werks)
- Gerhard Reuter (1929–2019), Veterinärmediziner und Dekan des Bereichs Veterinärmedizin der Freien Universität Berlin
- Lisa Rexhäuser (* 1990), Skispringerin
- Irmintraut Richarz (1927–2012), Haushaltswissenschaftlerin und Hochschullehrerin
- Monique Riekewald (* 1978), Skeletonpilotin, Europameisterin 2003
- Jörg Ritzerfeld (* 1983), Skispringer
- Frank Rommel (* 1984), Skeletonfahrer
- Uwe Rosenbaum (* 1942), Journalist und Medienmanager
- Herbert Roth (1926–1983), Komponist und Interpret
- Erich Schilling (1885–1945), Zeichner und Karikaturist
- Rolf Schleicher (1930–2019), Offizier und Chefredakteur der DDR-Wochenzeitschrift Volksarmee
- Wolfgang Schlott (* 1941), Slawist
- Andreas Schlütter (* 1972), Skilangläufer
- Lilly Schmidt (* 1996), Volleyballspielerin
- Siegfried Schmiedt (um 1756–1799), Komponist, Musikredakteur und Korrektor
- Wilhelm Schmuck (1575–1634), Rechtswissenschaftler
- Stefan Schramm (* 1991), Chemiker und Professor für organische Chemie
- Waltraut Schulz (1930–2017), Interpretin volkstümlicher Musik
- Albert Siebelist (1885–1947), sozialdemokratischer Widerstandskämpfer gegen den Nationalsozialismus
- Sarah Straube (* 2002), Volleyballspielerin
- Johann Sigmund Sultzberger (1657–1691), Jurist
- Greta Taubert (* 1983), Journalistin und Autorin
- Andrea Tischer (* 1982), Scripted Reality-Darstellerin
- Jens Triebel (* 1969), Oberbürgermeister von Suhl, Bergsteiger
- Max Urich (1890–1968), Politiker, Widerstandskämpfer gegen den Nationalsozialismus
- Thomas L. Viernau (* 1963), Krimimalbuchautor, Kaufmann, Journalist und Grafiker
- Albrecht Wagner (1850–1909), Anglist in Halle
- Hilmar Weiß (* 1928), Funktionär der SED
- Jörg Westphal (* 1968), Schauspieler
- Robert Wick (* 1984), Biathlet
- Inge Wolfram (* 1949), Malerin und Grafikerin
- Jörn Wollschläger (* 1978), Biathlet

## Weitere Persönlichkeiten (alphabetisch)
- Rolf Anschütz (1932–2008), Gastronom, Gründer des ersten japanischen Restaurants der DDR
- Christoph Bach (1613–1661), Komponist und Großvater von Johann Sebastian Bach, erhielt seine musikalische Ausbildung beim Suhler Stadtmusikus Johannes Christoph Hoffmann sen.
- Georg Christoph Bach (1642–1697), Komponist, Stammvater der fränkischen Bach-Linie, 1661 bis 1668 Kantor und Schulmeister in Heinrichs bei Suhl
- Heinrich Bach (1615–1692), Komponist, Stammvater der Arnstädter Bach-Linie, erhielt seine musikalische Ausbildung beim Suhler Stadtmusikus Johannes Christoph Hoffmann sen.
- Johann Bach (1604–1673), Komponist und Großonkel von Johann Sebastian Bach, Begründer der Erfurter Bach-Linie, erhielt seine musikalische Ausbildung beim Suhler Stadtmusikus Johannes Christoph Hoffmann sen.
- Johann Philipp Deisler (1634–1665), Mediziner, Arzt in Suhl
- Johann Friedrich Fasch (1688–1758), Komponist und Organist, Zeitgenosse Johann Sebastian Bachs, erhielt in Suhl seine musikalische Ausbildung
- Claus Peter Flor (* 1953), 1981–1984 Chefdirigent der Suhler Philharmonie, danach Generalmusikdirektor des Berliner Sinfonieorchesters und Dirigent der Berliner Philharmoniker
- Johann Friedrich Glaser (1707–1789), Mediziner, Arzt und Bergrat in Suhl
- Johann Wilhelm Grötzsch (1688–1752), evangelisch-lutherischer Theologe und Kirchenliederdichter
- Paul Hagemeister (1868–1941), erster Bürgermeister in Suhl/Thüringen und später Regierungspräsident.
- Mark Hauptmann (* 1984), 2013 bis 2021 Mitglied des deutschen Bundestages
- Reinhard Heß (1945–2007), Skisprung-Bundestrainer
- Nadja Jenzewski (* 1986), Volleyball-Nationalspielerin
- Johann Peter Kellner (1705–1772), Komponist und Orgelbauer
- Friedrich Koenig (1774–1833), leistete als Erfinder der Schnellpresse einen entscheidenden Beitrag zur Entwicklung der Druckindustrie und wirkte einige Zeit in Suhl
- André Lange (* 1973), Bobsportler, mehrfacher Olympiasieger und Weltmeister
- Hieronymus Florentinus Quehl (1694–1739), Komponist und Organist, Lehrer von Johann Peter Kellner
- Elfriede Raphael (* 1941), Malerin und Grafikerin
- Annemarie Rehfeldt (1921–2019), Textilgestalterin
- Karin Roth (* 1951), Thüringer Volksmusiksängerin, Tochter von Volksmusiksänger Herbert Roth
- Hugo Schmeisser (1884–1953), Waffenkonstrukteur
- Louis Schmeisser (1848–1917), Waffenkonstrukteur
- Ralf Schumann (* 1962), Sportschütze, mehrfacher Olympiasieger und Weltmeister
- Moses Simson (1808–1868) und Löb Simson (1806–1862), Gründer der Simson-Werke
- Johann Georg Tinius (1764–1846), von 1798 bis 1809 Pfarrer zu Heinrichs, ging als „Büchermörder“ in die Geschichte ein
- Frank Ullrich (* 1958), Biathlet, Olympiasieger, Weltmeister und Bundestrainer; seit 2021 Mitglied des deutschen Bundestages
- Erich Wurzer (1913–1986), Bildhauer
- Emil Zehner (1845–1919) Fabrikant, Waffenkonstrukteur